# Pierre Berton
Pierre Berton (Whitehorse, 12 juli 1920 – Toronto, 30 november 2004) was een Canadees auteur van non-fictie, gespecialiseerd in Canada en Canadese geschiedenis. Hij was ook een bekende televisiepersoonlijkheid en journalist.
Hij schreef zo'n 50 boeken in verschillende genres, zoals populaire cultuur, Canadese geschiedenis, religie, bloemlezingen en kinderboeken. Hij populariseerde de Canadese geschiedenis door aan te tonen dat de geschiedenis van zijn land interessanter was dan velen dachten.

## Werken
- The National Dream (1970), een non-fictieboek.[1]. Hierop gebaseerd is de Canadese speelfilm uit 1974, The National Dream. die is geregisseerd door Eric Till & James Murray.

- Biblioteca Nacional de España: XX1601926
- Bibliothèque nationale de France: cb122320795 (data)
- Catàleg d'autoritats de noms i títols de Catalunya: 981058523701806706
- Gemeinsame Normdatei: 119450925
- International Standard Name Identifier: 0000 0001 1470 3901
- Library of Congress Control Number: n50009087
- Nationale Bibliotheek van Letland: 000006787
- Nationale Bibliotheek van Tsjechië: xx0010791
- Nationale Bibliotheek van Israël: 987007258668905171
- Nederlandse Thesaurus van Auteursnamen: 06770137X
- Istituto Centrale per il Catalogo Unico: LO1V131640
- SNAC: w6v12jr5
- Système universitaire de documentation: 060656417
- Virtual International Authority File: 32806768
- WorldCat: E39PBJkXBRjRckbCMcttmxH6Kd